# Lignières NE
| NE ist das Kürzel für den Kanton Neuenburg in der Schweiz. Es wird verwendet, um Verwechslungen mit anderen Einträgen des Namens Lignières zu vermeiden. |

Lignières ist eine politische Gemeinde des Kantons Neuenburg in der Schweiz. Der frühere deutsche Name Linieri wird heute nicht mehr verwendet.

## Geographie
Lignières liegt auf 802 m ü. M., 14 km nordöstlich der Kantonshauptstadt Neuenburg (Luftlinie). Das Bauerndorf erstreckt sich am Südwestrand des Hochplateaus Montagne de Diesse südlich des Chasseral, an aussichtsreicher Lage hoch über dem Bielersee und der Ebene des Schweizer Mittellandes.
Die Fläche des 12,5 km² grossen Gemeindegebiets umfasst den westlichsten Abschnitt des in diesem Bereich topfebenen Plateau de Diesse. Dieses wird beim Dorf Lignières über den Bach Ruisseau de Vaux zum Bielersee entwässert. Im Westen erstreckt sich das Gebiet über die Höhe von Serroue (1055 m ü. M.), die Talmulde von Les Prés sur Lignières bis auf die Jurakette des Chasseral. Hier wird auf dem Chuffort mit 1478 m ü. M. der höchste Punkt der Gemeinde erreicht. Von der Gemeindefläche entfielen 1997 7 % auf Siedlungen, 32 % auf Wald und Gehölze und 61 % auf Landwirtschaft.
Zu Lignières gehören der Weiler Le Moulin, 815 m ü. M. am Westrand des Plateau de Diesse, und zahlreiche Einzelhöfe. Nachbargemeinden von Lignières sind Le Landeron, Laténa und Val-de-Ruz im Kanton Neuenburg sowie Nods, Plateau de Diesse und La Neuveville im Kanton Bern.

## Bevölkerung
Mit 1041 Einwohnern (Stand 31. Dezember 2023) gehört Lignières zu den kleineren Gemeinden des Kantons Neuenburg. Von den Bewohnern sind 91,0 % französischsprachig, 5,0 % deutschsprachig und 1,0 % englischsprachig (Stand 2000). Die Bevölkerungszahl hat vor allem in den letzten Jahrzehnten deutlich zugenommen.

## Politik
Die Stimmenanteile der Parteien anlässlich der Nationalratswahl 2015 betrugen: FDP 34,3 %, SVP 27,8 %, SP 15,8 %, GPS 8,2 %, glp 3,8 %, CVP 3,6 %, PdA 3,5 %, Liste du vote blanc 1,4 %, BDP 1,3 %.

## Wirtschaft
Lignières war bis zu Beginn der 1980er Jahre ein hauptsächlich landwirtschaftlich geprägtes Dorf, danach hat es sich zur Wohngemeinde entwickelt. Im Dorf gibt es Arbeitsplätze in einer Käserei, im Holzhandel sowie im lokalen Kleingewerbe. Viele Erwerbstätige sind aber Wegpendler, die in Le Landeron oder in der Region Neuenburg ihrer Arbeit nachgehen. Auf dem Plateau befindet sich eine Rennstrecke für Automobile und Motorräder.

## Verkehr
Die Gemeinde liegt abseits der grösseren Durchgangsstrassen an den Kantonsstrassen von Le Landeron oder La Neuveville auf dem Plateau de Diesse. Lignières ist durch den Postautokurs, der von Le Landeron nach Nods verkehrt, und eine weitere Linie nach Saint-Blaise an das Netz des öffentlichen Verkehrs angebunden.

## Geschichte
Funde von Grabhügeln aus der Hallstattzeit deuten auf eine sehr frühe Besiedlung des Gebietes von Lignières hin. Ferner sind Spuren einer Villa aus der Römerzeit entdeckt worden. Die erste urkundliche Erwähnung des Dorfes erfolgte 1178 unter dem Namen Linieres, bereits 1246 erschien die heutige Schreibweise. Zu dieser Zeit hatte das Kapitel Saint-Imier Grundbesitz in Lignières.
Lignières gehörte im 13. Jahrhundert zur Grafschaft Neuenburg. Ab 1326 übten die Grafen von Neuenburg und die Fürstbischöfe von Basel gemeinsam ihre Rechte über das Dorf aus, wobei es immer wieder zu Streitigkeiten kam. Auf diese Zeit geht auch die Entstehung der Franc-Alleu genannten Zone zurück: Beim Kauf und Verkauf von Grundstücken musste keine Handänderungsgebühr bezahlt werden. Diese Besonderheit wurde erst 1991 abgeschafft. 
Durch einen Tauschhandel kam Lignières 1625 wieder an Neuenburg, während das Fürstbistum und die Stadt Bern weiterhin für die militärischen und kirchlichen Angelegenheiten zuständig waren. Der jeweilige Pfarrer war in Abstimmung zwischen Bern und der Vénérable Compagnie des pasteurs von Neuchâtel zu bestimmen. Durch Entscheid des Wiener Kongresses wurde das ganze heutige Gemeindegebiet 1815 endgültig dem Kanton Neuenburg zugesprochen. 1832 fielen zahlreiche Häuser einem Dorfbrand zum Opfer.

## Sehenswürdigkeiten
Im Ortskern von Lignières befinden sich noch einige charakteristische Bauernhäuser aus dem 18. und 19. Jahrhundert. Die Kirche wurde an der Stelle einer bereits 1179 erwähnten und Saint-Loup geweihten Kapelle erstellt.

Panoramaansicht von Lignières. Bergnamen und -höhen sind eingezeichnet (unbeschriftete Version).

## Persönlichkeiten
- Esther de Gélieu (1757–1817), Lehrerin, Schulleiterin und Erzieherin, aufgewachsen in Lignières
- Isabelle Morel (1779–1834), Schriftstellerin und Übersetzerin, geboren in Lignières